# Erlöserkirche (Berdjansk)

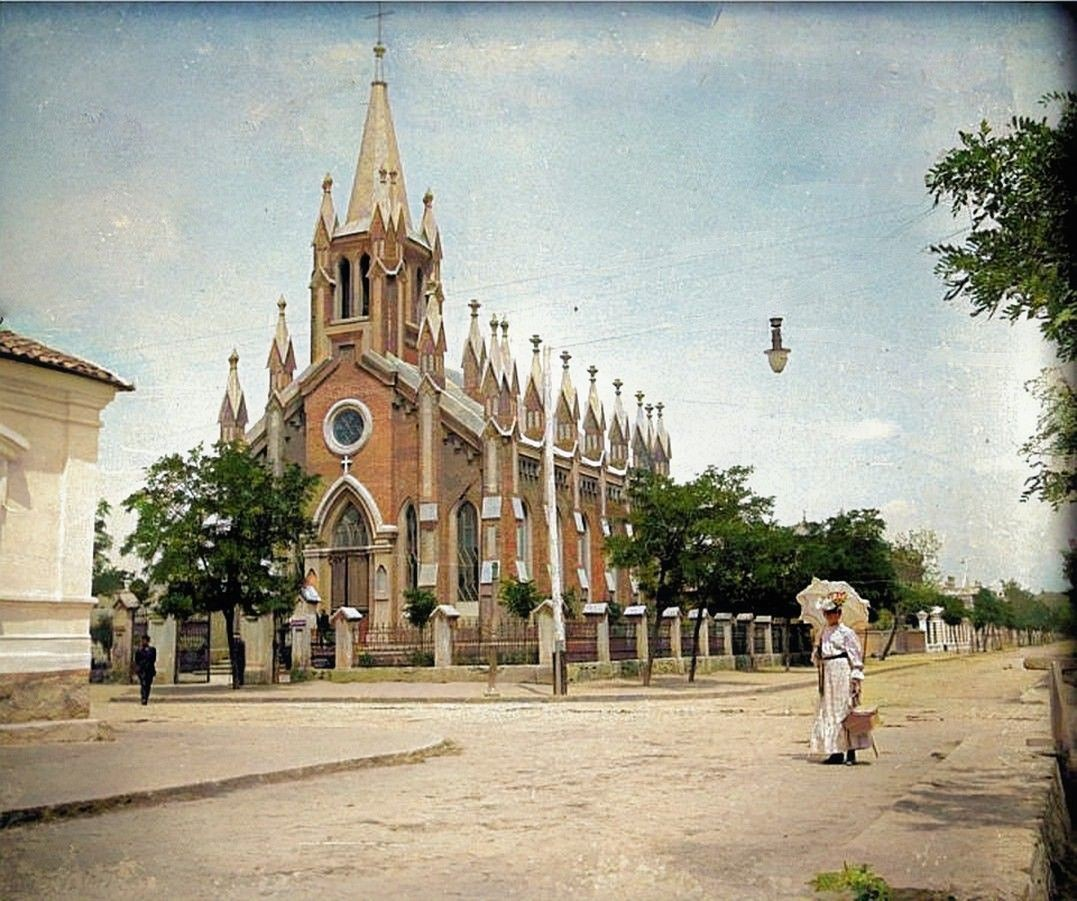
Erlöserkirche in Berdjansk bei der Eröffnung 1903

Die Evangelisch-Lutherische Erlöserkirche (russisch евангелическо-лютеранская кирха Христа Спасителя) ist eine Kirche der Deutschen Evangelisch-Lutherischen Kirche der Ukraine in Berdjansk.

## Geschichte der Gemeinde
Erste deutsche Kolonisten kamen im 17. Jahrhundert auf Einladung von Katharina II. in die nördliche Schwarzmeerregion. Sie erhielten Land und wurden für 30 Jahre von Steuern befreit.
Die ersten deutschen Kolonien entstanden an den Ufern der Molotschna, von wo Nachkommen der Siedler weiter nach Osten in den Kreis Berdjansk des damaligen Gouvernements Taurien zogen. Die Kolonisten verbesserten ständig ihre Anbaumethoden und ihre landwirtschaftlichen Geräte, bauten Brunnen und Entwässerungssysteme, betrieben erfolgreich verschiedene Handwerke, Viehzucht, Weinbau und Gartenbau.
Der Kolonistenbezirk Berdjansk wurde 1822 auf von Schwarzmeerdeutschen besiedeltem Land gebildet. Die Deutschen von Berdjansk, die in dem Gebiet lebten, das heute noch „Kolonie“ genannt wird, hatten großen Anteil an der Entwicklung der Stadt. Sie legten Straßen an, die von den heutigen Bürgern immer noch so genannt werden, wie sie von den deutschen Kolonisten genannt wurden.
Ein Bethaus wurde 1850 erbaut. Zweimal im Jahr wurde die Gemeinde Berdjansk vom Pfarrer aus Grunau bei Mariupol besucht.

### Gottesdienste
Der Hauptgottesdienst beginnt Sonntags um 10.00 Uhr. Mittwochs um 17.00 Uhr gibt es einen Abendgottesdienst. Der Gottesdienst findet in russischer und deutscher Sprache statt.

## Baugeschichte
Der Bau der heutigen Kirche wurde 1901 begonnen, mittels Spenden der Gemeinde, die damals mehr als 1.000 Menschen zählte. Die meisten von ihnen waren Deutsche, die in einem der Vororte der Stadt lebten, der so genannten Deutschen Vorstadt (Немецкая слободка – Nemetskaja Slobodka). Neben der Kirche wurde ein Gemeindehaus errichtet, das später eine deutsche lutherische Schule wurde. Am 26. September 1903 wurde die Kirche eingeweiht.
Als Folge eines Dekrets der Ukrainische Sowjetregierung von 1919 wurden Kirche und Staat getrennt und das Kircheneigentum konfisziert. In den 1920er Jahren verfiel die Kirche, in den 1930er Jahren wurde die Gemeinde aufgelöst und die Kirche vollends geschlossen. Die Pastoren wurden politisch verfolgt. Als Folge des nationalsozialistischen Überfalls im Jahr 1941 wurden alle Deutschen deportiert.
In den Nachkriegsjahren der befand sich in der Kirche die Sekundarschule Nr. 3. Später, in den 1970er Jahren, wurde das Gebäude von der Staatliche Pädagogische Universität Berdjansk genutzt.
Am 24. Juni 1997 begann die Wiederbelebung der lutherischen Gemeinde in Berdjansk. Nach einer Klageerhebung wurde die Kirche schließlich der Gemeinde zurückgegeben. Der erste Gottesdienst in der wiederhergestellten Kirche fand am 1. Juli 2007 statt.
Im Rahmen der sogenannten Dekommunisierung wurde 2016 die Straße, an der die Kirche liegt, bis dahin Ulitsa Gorodenko (улица Горбенко), in Ulitsa Luteranska (улицу Лютеранскую) umbenannt.

## Architektur
Die Kirche im Stil der Neugotik ist ein unverputzter Bau aus rotem Backstein auf rechteckigem Grundriss. Bei der Gestaltung der Fassaden wurden Strebepfeiler, Lanzettöffnungen, und Zinnen verwendet. Die Buntglasfenster schaffen eine besondere Atmosphäre im Kircheninneren. Der Haupteingang ist als Lanzett-Portal gestaltet, über dem sich ein Rundfenster öffnet. Der Kirchturm, die Zinnen und ein Teil der Ausstattung der lutherischen Kirche gingen während der Sowjetzeit verloren.

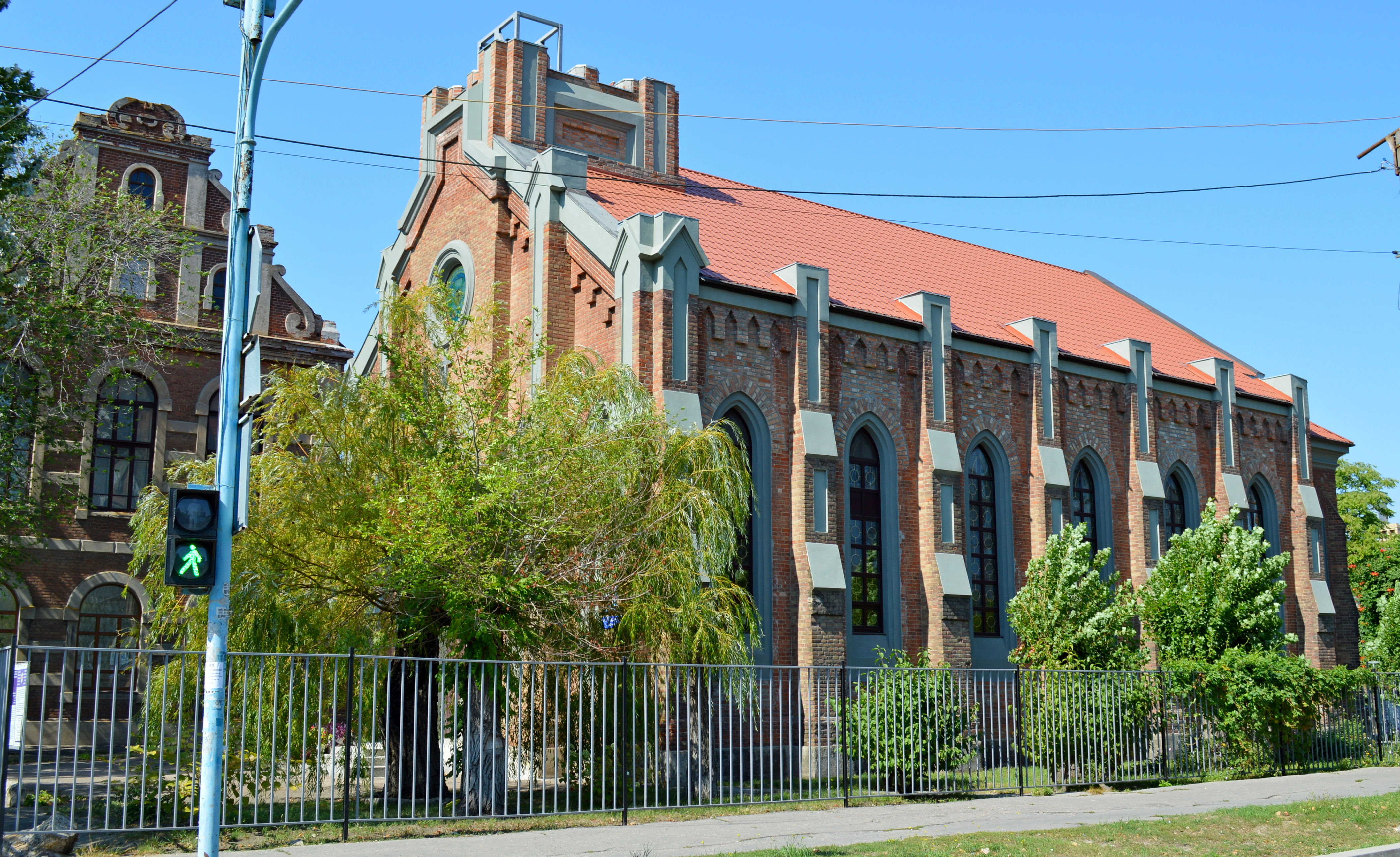
Der aktuelle Zustand der Kirche
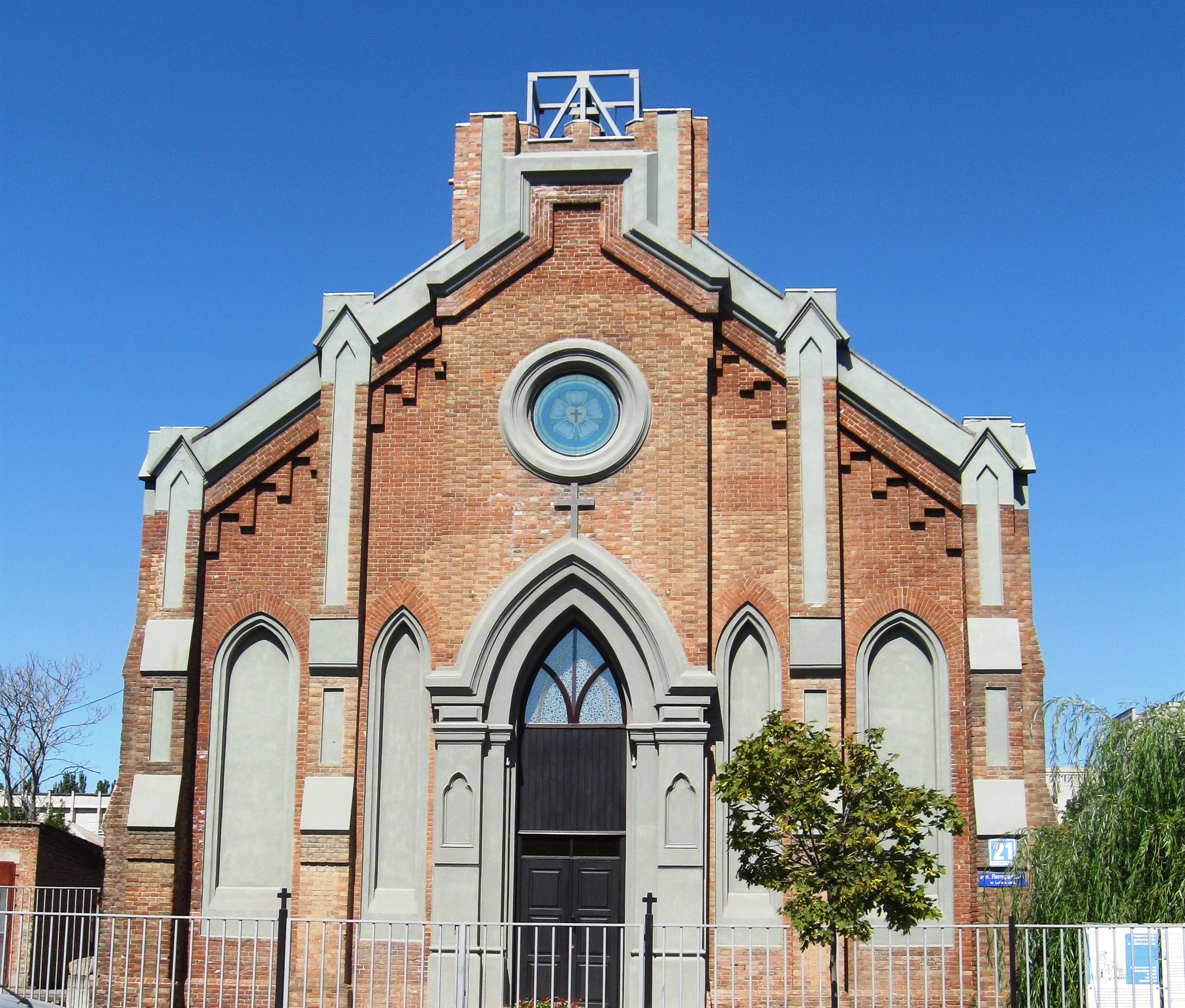
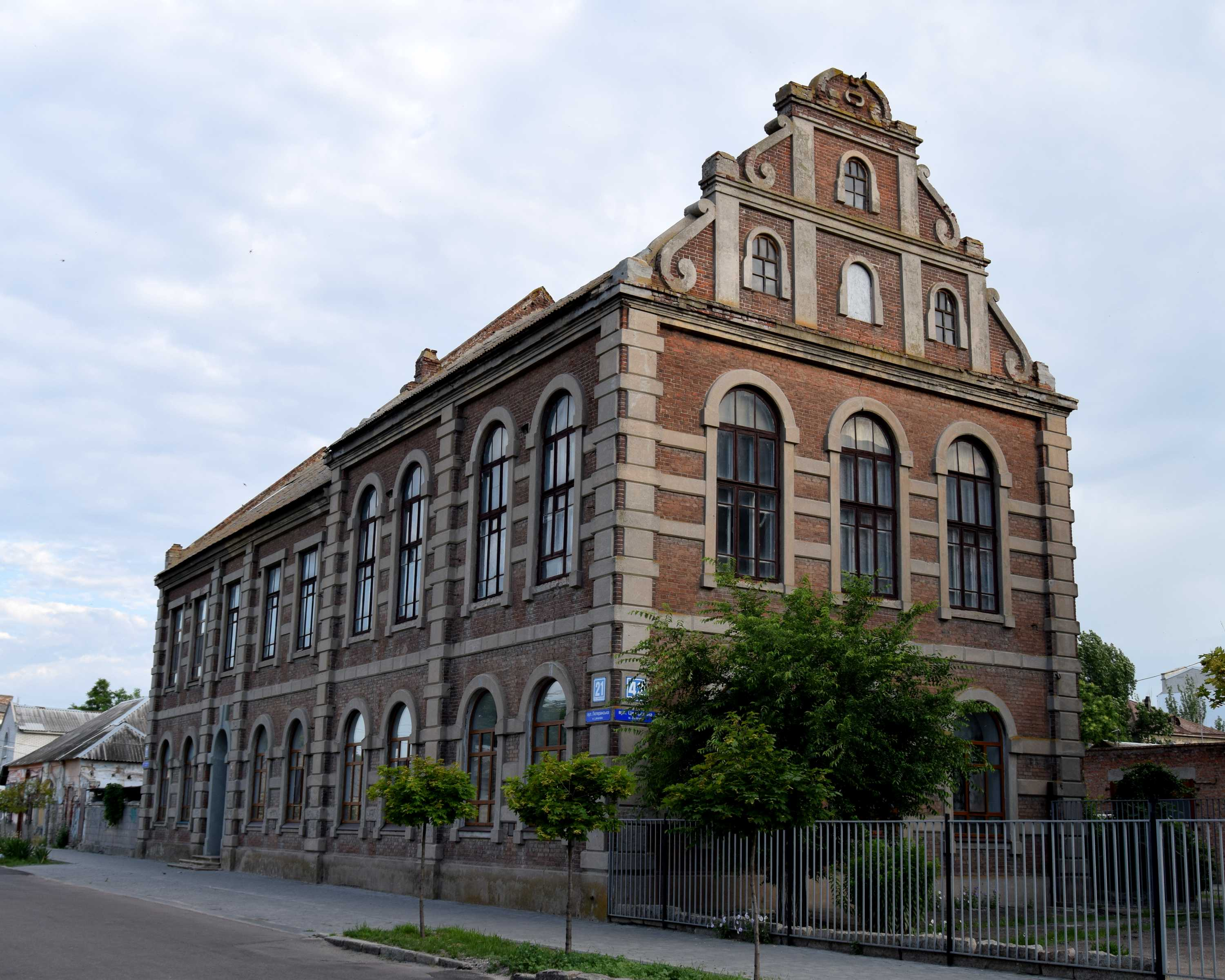